# Copelatus cubaensis
Copelatus cubaensis es una especie de escarabajo buceador del género Copelatus, de la subfamilia Copelatinae, en la familia Dytiscidae. Fue descrito por Schaeffer en 1908.
Mide 5.0 a 5.3 mm. Se encuentra en el sur de Estados Unidos (Florida) y en Cuba.